# Pagliacci (film 1948)
Pagliacci è un film del 1948 diretto da Mario Costa.

## Trama
È la trasposizione cinematografica dell'omonima opera lirica di Ruggero Leoncavallo.